# ماریلیا پرا
ماریلیا سوآرس پرا (زاده ۲۲ ژانویه ۱۹۴۳ – درگذشته ۵ دسامبر ۲۰۱۵) بازیگر، خواننده و کارگردان برزیل است. پرا که توسط پائولین کائل به عنوان «یکی از ده بازیگر زن برتر دهه ۱۹۸۰» مورد ستایش قرار گرفت، در سال ۱۹۸۲ برای بازی در فیلم تحسین‌شده پیکسوت به کارگردانی هکتور بابنکو، جایزه بهترین بازیگر زن انجمن ملی منتقدان فیلم را دریافت کرد.
ماریلیا سوآرس پرا در ۲۲ ژانویه ۱۹۴۳، در محله ریو کمپریدو، در ریودوژانیرو به دنیا آمد.
از ۱۴ تا ۲۱ سال، به عنوان یک رقصنده در تئاتر موزیکال کار می‌کند. پدرش مانوئل گلابی او را در مدرسه باله کلاسیک ثبت نام کرد و او را برای رقص به تلویزیون برد. پرا در برنامه‌هایی مانند Espetáculos Tonelux , Grande Teatro Tupi , Grande Teatro da Imperatriz das Sedas , Teatrinho Troll و Camera Um شرکت کرد. در سال ۱۹۵۹ مدرسه را ترک کرد تا با پائولو گراسا ملو ازدواج کند.
از فیلم‌هایی که وی در آن‌ها نقش داشته است، می‌توان به روزهای بهتری در پیش است اشاره نمود.
پرا در سالگی بر اثر سرطان ریه در آپارتمان خود در ریودوژانیرو درگذشت.